# Осинище
Осинище — річка в Млинівському та Ківерцівському районах Рівненської області, ліва притока Путилівки (басейн Дніпра).

## Опис
Довжина річки 20 км, похил річки — 1,8 м/км. Формується з багатьох безіменних струмків та водойм. Площа басейну 104 км².

## Розташування
Бере початок між селами Малин та Уїздці. Тече переважно на північний схід і в селищі Олика впадає в річку Путилівку, ліву притоку Горині. 
Населені пункти вздовж берегової смуги: Ставище, Певжа, Жорнище, Носовичі, Чемерин.